# Generoso Jiménez
Generoso Jiménez (Cruces (Cuba), 17 de julio de 1917 - Miami (EE. UU.) 15 de septiembre de 2007) fue un trombonista cubano.

## Biografía
Nacido en una familia de músicos, tocaba varios instrumentos con la orquesta municipal y compró su primer trombón en 1940 para una presentación en radio.
En abril de 1955 se incorporó a la banda del cantante Benny Moré como arreglista y compositor, y se mantuvo en ella hasta junio de 1959. Estuvo en la famosa Orquesta Aragón, y después en la Orquesta Tropicana.
En 2002 se grabó en La Habana un álbum tributo a su figura, Generoso, qué bueno toca usted, que fue candidato a los premios Grammy al año siguiente, que incluía la participación de músicos de la talla del trompetista Arturo Sandoval y del saxofonista Paquito D'Rivera.
Las autoridades cubanas le permitieron entonces la salida de la isla para que pudiera asistir en Nueva York a la ceremonia de entrega de los premios más importantes de la música.
En el 2003 decidió quedarse en Miami, tras aceptar una invitación artística y en el 2005 la Academia Latina de Grabaciones Musicales (LARAS), le otorgó un Premio Grammy Honorario a la Excelencia Artística durante una ceremonia en Los Ángeles.
En esa ocasión pudo reunirse a descargar en el escenario con dos de sus viejos amigos más queridos: Cachao al contrabajo, y Bebo Valdés al piano.
Colaboró en el disco y documental 90 Millas de su compatriota Gloria Estefan.
Falleció a los 90 años de edad en el Hospital de Miami de un paro renal el 15 de septiembre de 2007.